# Vernioz
Vernioz – miejscowość i gmina we Francji, w regionie Owernia-Rodan-Alpy, w departamencie Isère.
Według danych na rok 1990 gminę zamieszkiwało 798 osób, a gęstość zaludnienia wynosiła 70 osób/km² (wśród 2880 gmin regionu Rodan-Alpy Vernioz plasuje się na 906. miejscu pod względem liczby ludności, natomiast pod względem powierzchni na miejscu 1020.).